# Claudio Naranjo
Pour les articles homonymes, voir Naranjo (homonymie).
Claudio Benjamín Naranjo Cohen, dit Claudio Naranjo, né le 24 novembre 1932 à Valparaiso au Chili et mort le 12 juillet 2019 à Berkeley en Californie, est un psychiatre chilien qui a contribué au développement de l'ennéagramme des personnalités. C'est le fondateur de l'Institut des chercheurs de Vérité.

## Biographie
Claudio Naranjo est né à Valparaíso au Chili. Il a grandi dans un environnement musical et, après avoir commencé très tôt au piano, il a étudié la composition musicale. Peu de temps après son entrée à la faculté de médecine, il a cessé de composer alors qu'il s'intéressait davantage à la philosophie. Le poète visionnaire et sculpteur chilien Tótila Albert Schneider, le poète David Rosenmann-Taub et le philosophe polonais Bogumił Jasinowski ont été d’importantes influences pour lui à cette époque.
En 1970, après avoir perdu son fils, il se retire dans le désert d'Arica au Chili. Puis, la même année, il suit les enseignements d'Oscar Ichazo et développe à son contact l'ennéagramme de personnalités.

## Ouvrages
- 1974 : (en-US) The healing journey: new approaches to consciousness.  (ISBN 0394488261)
- 1994 : (en-US) Character and Neurosis: An Integrative View.